# Deinopis cylindrica
Deinopis cylindrica là một loài nhện trong họ Deinopidae.
Loài này thuộc chi Deinopis. Deinopis cylindrica được miêu tả năm 1898 bởi Reginald Innes Pocock.